# آلکساندر توماسیان
آلکساندر آلکساندری توماسیان (ارمنی: Ալեքսանդր Ալեքսանդրովիչ Թումասյան; روسی: Александр Александрович Тумасян؛ زادهٔ ۱۵ اکتبر ۱۹۹۲) بازیکن فوتبال در پست هافبک اهل ارمنستان و عضو باشگاه باشگاه فوتبال اینفونت است.

## باشگاهی
از باشگاه‌هایی که در آن بازی کرده‌است می‌توان باشگاه فوتبال اینفونت به اشاره کرد.

## تیم ملی
وی همچنین در تیم ملی فوتبال ارمنستان بازی کرده‌است. توماسیان نخستین بازی ملی خویش را که یک بازی دوستانه بود در ۳۱ مه ۲۰۱۴ در Sion در مقابل الجزایر انجام داده‌است